# Andreja Leskovšek
Andreja Leskovšek (Kranj, 11 gennaio 1965) è un'ex sciatrice alpina jugoslava, dal 1991 slovena, che gareggiò per la nazionale jugoslava.

## Biografia
Specialista delle prove tecniche, la Leskovšek ottenne il primo piazzamento in Coppa del Mondo il 24 marzo 1981 a Wangs-Pizol in slalom speciale (12ª); l'anno dopo ai Mondiali di Schladming 1982 fu 13ª nello slalom gigante e 10ª nella combinata e ai Mondiali juniores di Auron 1982 vinse la medaglia d'oro nello slalom speciale e quella d'argento nello slalom gigante.
Ai XIV Giochi olimpici invernali di Sarajevo 1984, sua unica presenza olimpica, si classificò 16ª nello slalom gigante e non completò lo slalom speciale; in Coppa del Mondo conquistò il miglior risultato l'11 marzo dello stesso anno a Waterville Valley in slalom gigante (6ª) e ottenne l'ultimo piazzamento il 4 gennaio 1985 a Maribor nella medesima specialità (8ª). Ai Mondiali di Bormio 1985 si classificò 13ª nello slalom speciale e a quelli di Crans-Montana fu 14ª nella medesima specialità, suo ultimo risultato agonistico.

## Palmarès

### Mondiali juniores
- 2 medaglie:
  - 1 oro (slalom speciale ad Auron 1982)
  - 1 argento (slalom gigante ad Auron 1982)

### Coppa del Mondo
- Miglior piazzamento in classifica generale: 31ª nel 1982

### Campionati jugoslavi
- 8 medaglie (dati parziali)[1]:
  - 7 ori (slalom speciale nel 1980; slalom gigante nel 1982; slalom gigante nel 1983; slalom gigante nel 1984; supergigante, slalom gigante, combinata nel 1985)
  - 1 bronzo (slalom speciale nel 1987)